# 大東町 (横浜市)
大東町（だいとうちょう）は、神奈川県横浜市鶴見区の地名。「丁目」のない単独行政地名。住居表示未実施区域。

## 地理
鶴見区の南東部に位置し、東に朝日町、南に浜町、南西に潮田町、北西に向井町、北に平安町と接している。

## 歴史

### 沿革
- 1941年（昭和16年）4月1日 - 潮田町、平安町の各一部を分離し、大東町を新設[6]。
- 1962年（昭和37年）4月3日 - 土地区画整理事業に伴い、大東町の一部を平安町へ編入[7]。
- 1962年（昭和37年）9月18日 - 土地区画整理事業に伴い、朝日町の一部を大東町に編入。大東町の一部を浜町、潮田町へ編入[7]。

## 世帯数と人口
2025年（令和7年）6月30日現在（横浜市発表）の世帯数と人口は以下の通りである。
| 町丁   | 世帯数  | 人口    |
| ------ | ------- | ------- |
| 大東町 | 870世帯 | 1,877人 |

### 人口の変遷
国勢調査による人口の推移。
| 年                 | 人口  |
| ------------------ | ----- |
| 1995年（平成7年）  | 1,141 |
| 2000年（平成12年） | 1,751 |
| 2005年（平成17年） | 1,982 |
| 2010年（平成22年） | 1,916 |
| 2015年（平成27年） | 1,847 |
| 2020年（令和2年）  | 1,892 |

### 世帯数の変遷
国勢調査による世帯数の推移。
| 年                 | 世帯数 |
| ------------------ | ------ |
| 1995年（平成7年）  | 540    |
| 2000年（平成12年） | 643    |
| 2005年（平成17年） | 733    |
| 2010年（平成22年） | 721    |
| 2015年（平成27年） | 729    |
| 2020年（令和2年）  | 794    |

## 学区
市立小・中学校に通う場合、学区は以下の通りとなる（2024年11月時点）。
| 番・番地等 | 小学校             | 中学校             |
| ---------- | ------------------ | ------------------ |
| 全域       | 横浜市立潮田小学校 | 横浜市立潮田中学校 |

## 事業所
2021年（令和3年）現在の経済センサス調査による事業所数と従業員数は以下の通りである。
| 町丁   | 事業所数 | 従業員数 |
| ------ | -------- | -------- |
| 大東町 | 34事業所 | 681人    |

### 事業者数の変遷
経済センサスによる事業所数の推移。
| 年                 | 事業者数 |
| ------------------ | -------- |
| 2016年（平成28年） | 26       |
| 2021年（令和3年）  | 34       |

### 従業員数の変遷
経済センサスによる従業員数の推移。
| 年                 | 従業員数 |
| ------------------ | -------- |
| 2016年（平成28年） | 606      |
| 2021年（令和3年）  | 681      |

## 施設・企業
- 日興システムソリューションズ
- クリエイト エス・ディー 鶴見大東町店[17]

## その他

### 日本郵便
- 郵便番号 : 230-0032[3]（集配局：鶴見郵便局[18]）

### 警察
町内の警察の管轄区域は以下の通りである。
| 番・番地等 | 警察署     | 交番・駐在所 |
| ---------- | ---------- | ------------ |
| 全域       | 鶴見警察署 | 潮田交番     |